# Храм Димитрия Донского (Ижевск)
Храм Димитрия Донского — православный храм г. Ижевска, находящийся на территории Учебного Центра МВД по УР (Воткинское шоссе, 196).

## История создания
Церковь построена по эскизам художника-иконописца Анисенкова С. П., выдержана в традициях древнерусского деревянного зодчества.
- 2001 — год начала постройки, с 2002 года по субботним, воскресним и праздничным дням уже регулярно совершаются богослужения, в 2003 г. — храм был построен полностью и освящён 10 августа 2003 г. Архиепископом Николаем.

Храм вмещает около ста человек. Настоятель — протоиерей Сергий Шерман.

## Реликвии храма
- частицы мощей преподобных Оптинских старцев.
- частицы мощей преподобных Дивеевских жен.
- частица мощей Нектария Афонского.
- икона XIX века «Воскресение Христово с 12-ю праздниками в клеймах»